# Petit-Trou-de-Nippes
Petit-Trou-de-Nippes (en criollo haitiano Ti Twou de Nip) es una comuna de Haití que está situada en el distrito de Anse-à-Veau, del departamento de Nippes.

## Secciones
Está formado por las secciones de:
- Raymond
- Tiby (que abarca la villa de Petit-Trou-de-Nippes y el barrio de Grand Ravine)
- Liève (también denominada Vigny y que abarca el barrio de Liève)

## Demografía
| Gráfica de evolución demográfica de Petit-Trou-de-Nippes entre 2009 y 2015 |
|                                                                            |

Los datos demográficos contemplados en este gráfico de la comuna de Petit-Trou-de-Nippes son estimaciones que se han cogido de 2009 a 2015 de la página del Instituto Haitiano de Estadística e Informática (IHSI). 